# إدوارد بيدفورد
إدوارد بيدفورد (8 يونيو 1903 - 10 أكتوبر 1976) (بالإنجليزية: Edward Bedford)‏ هو لاعب كريكت بريطاني (وحمل سابقاً جنسية المملكة المتحدة لبريطانيا العظمى وأيرلندا).